# Pipton

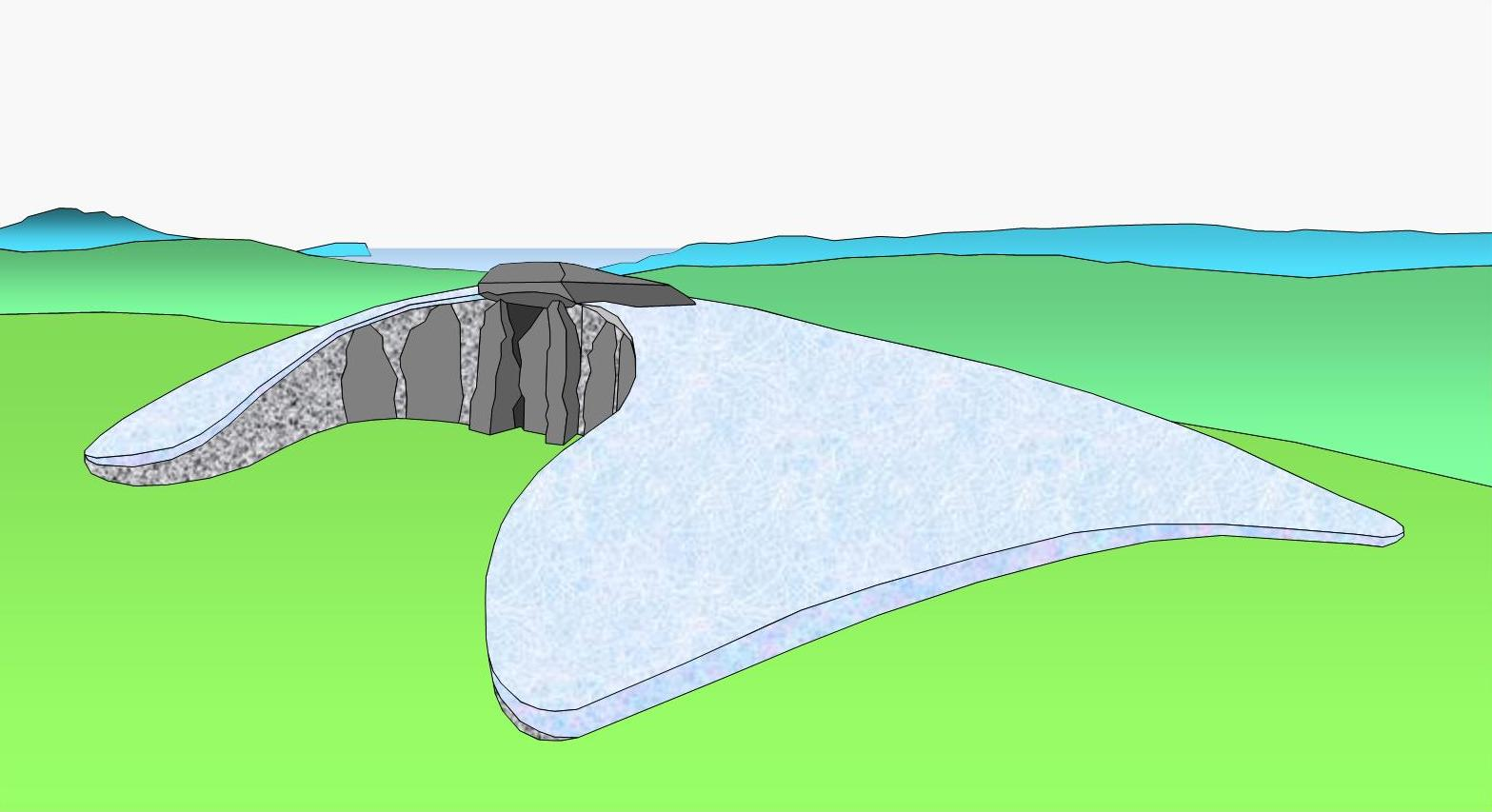
Schema Cotswold Severn Tomb

Pipton ist ein Cotswold Severn Tomb (englisch Chambered Tomb oder Pipton Long Cairn, walisisch Mae beddrodau Hafren-Cotswold oder Cotswold-Hafren) in Aberllynfi am River Wye, westlich von Three Cocks in Powys in Wales nahe der Grenze zu England.
Pipton wurde 1949 von Hubert Newman Savory (1911–2001) ausgegraben. Die Ausgrabungen zeigten, dass der Nordost-Südwest orientierte Steinhügel trapezoid, etwa 32,0 m lang und nahe dem nordöstlichen Ende 16,0 m und im Süden etwa 10,0 m breit war. Am Vorplatz findet sich eine Scheintür (englisch false entrance) von 2,5 m Breite, bestehend aus zwei Portalsteinen, von denen einer 2,4 m hoch ist. Diese nicht untypische Formgebung ist u. a. bei den Anlagen Belas Knap, Capel Garmon, Stoney Littleton und Ty Isaf zu erkennen. Der Steinhügel war bis zu 2,0 m hoch. Bei Pipton und Ty Isaf entdeckten die Archäologen, dass kleinere Anlagen in größere integriert wurden.
Innerhalb des Hügel wurden zwei seitliche Kammern identifiziert. Kammer I liegt etwa 5,5 m vom Portal entfernt und wurde von der Nordwestseite betreten. Kammer II war anscheinend eine geschlossene Steinkiste auf der gleichen Seite.
Eine innere gebogene Mauer verläuft über den Cairn bis zum Südwestende. Das Erscheinungsbild des Cairns ist eindrucksvoller, als die Ausgrabungsergebnisse vermuten lassen. Die wichtigste sichtbare Struktur besteht aus den beiden großen Platten, die im Nordosten das Portal bilden. Es gibt nur noch zwei weitere Steine im Hügel, einer auf der Südostseite, der andere in der Nähe des Südwestendes. Es gibt eine Aushöhlung im Hügel zwischen dem Portal und der Kammer I und einen weiteren Hohlraum auf der Nordwestseite, der die Position der Kammer II markiert.
Östlich von Tree Cocks befindet sich mit dem stark gestörten „Little Lodge“, ein weiteres Megalithgrab.